# Craterellus
Craterellus (Christian Hendrik Persoon, 1825) este un gen de ciuperci comestibile  de aproximativ 70 de specii global (dar mult mai puține în Europa), din încrengătura Basidiomycota și familia Cantharellaceae cărui specii coabitează, fiind simbionți micoriza (formează micorize pe rădăcinile arborilor). El este foarte apropiat înrudit cu genul Cantharellus. Diferența se ivește numai la un test ADN. Tip de specie este Craterellus cornucopioides (trâmbița morților).

## Descriere
- Habitat: se dezvoltă preferat de la sfârșitul verii până toamna târziu, mai rar în primăvară, în păduri de foioase (sub fagi, stejari)  precum de conifere pe lângă molizi, pini și brazi, dar preferă păduri luminoase, unde se ascunde deseori sub frunze, iarbă și ierburi.
- Pălăria: bureții genului au o pălărie netedă și fără luciu pe vreme uscată de culori diferite, de la gri-gălbui, peste galben, ocru, portocaliu-maroniu, până la cenușiu închis, negru-violet și chiar negru. Ea are un diametru de 3– 10 cm, este în tinerețe boltită, dar după scurt timp adâncită în forma de pâlnie, cu marginea răsfrântă, ondulată neregulat și uneori crăpată. Pe suprafață se ivesc câteodată mici negi.
- Himenoforul: nu are lamele ci pseudo-lamele (stinghii), ca niște cute șerpuite bifurcate și ieșite în afară, de aceeași culoare ca pălăria, care adesea oară se trag aproape până la picior.
- Piciorul:  are aceiași culoare cu pălăria, este robust, elastic neted, cilindric, aproape mereu turtit lateral, deja în tinerețe gol în interior, cu o înălțime de 5–10 cm și o grosime de 0,5–1,5 cm. Ca și pălăria nu este năpădit de viermi.
- Carnea: este elastică, fibroasă, în mod general de culoarea exterioară a ciupercii cu un gust plăcut, ușor piperat și un miros aromatic, fructuos. Aproape niciodată este atacată de viermi.[4][5][6][7]

După ce s-a dovedit o diferență în filogenia moleculară prin Mattias Eric Dahlman și Joseph W. Danell în anul 2000, următoarele specii de ciuperci au fost transferate de la genul Cantharellus la Craterellus: C. ignicolor, C. lutescens și C. tubaeformis.

## SpeciiCraterellusîn Europa (selecție)
- Craterellus cornucopioides (L.: Fr.) Pers. (1825)
- Craterellus konradii Maire (1930)
- Craterellus lutescens (Fr.) Fr. (1838)
- Craterellus norvegicus Vila (2006)
- Craterellus pertenuis (Skovsted, 1956) Vila (2006)
- Craterellus sinuosus (Fr.) Fr. (1838)
- Craterellus tubaeformis (Fr.) Quél. (1888)
- Craterellus verrucosus Massee (1906)

## Specii în imagini

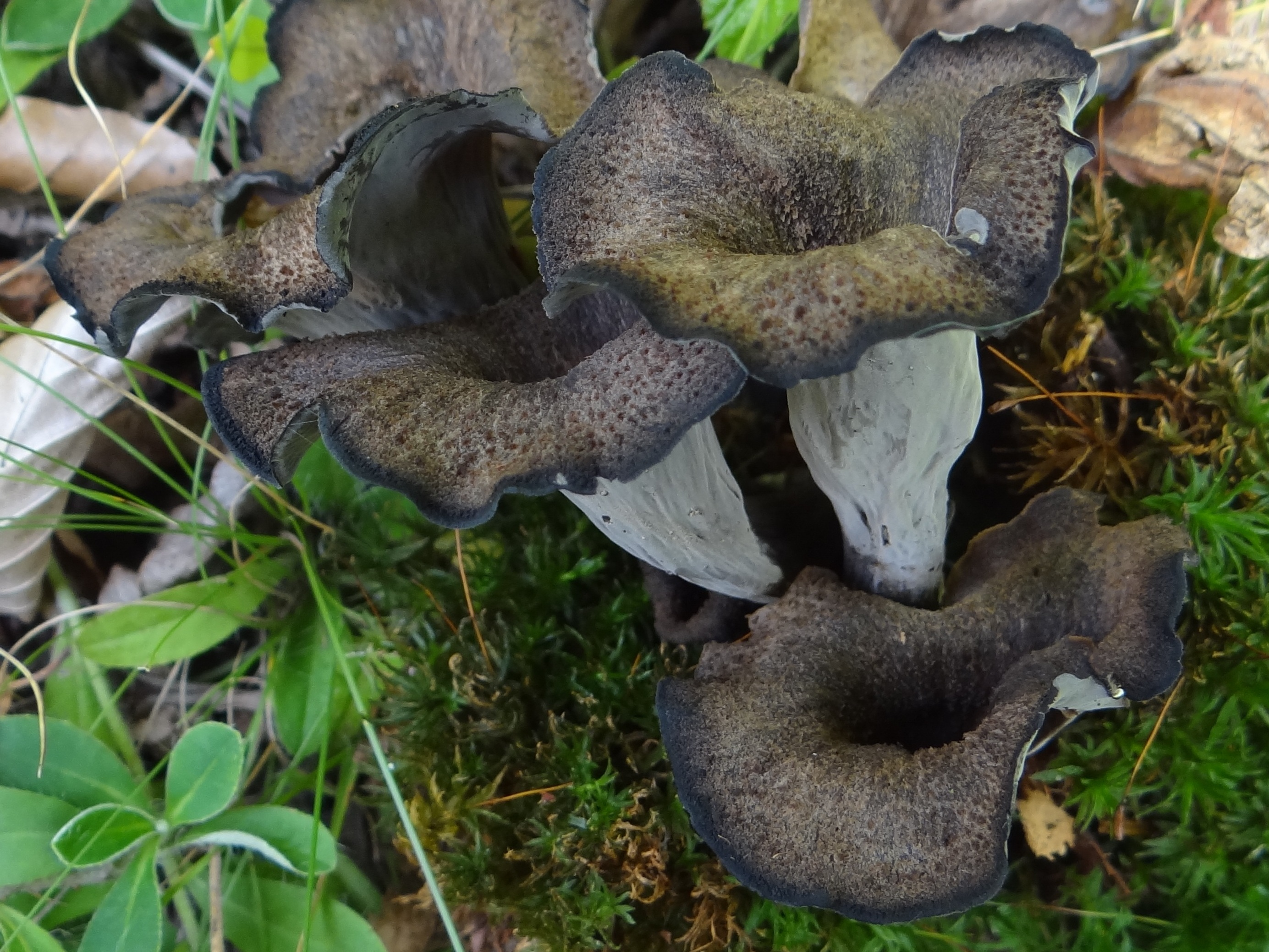
Craterellus cornucopioides
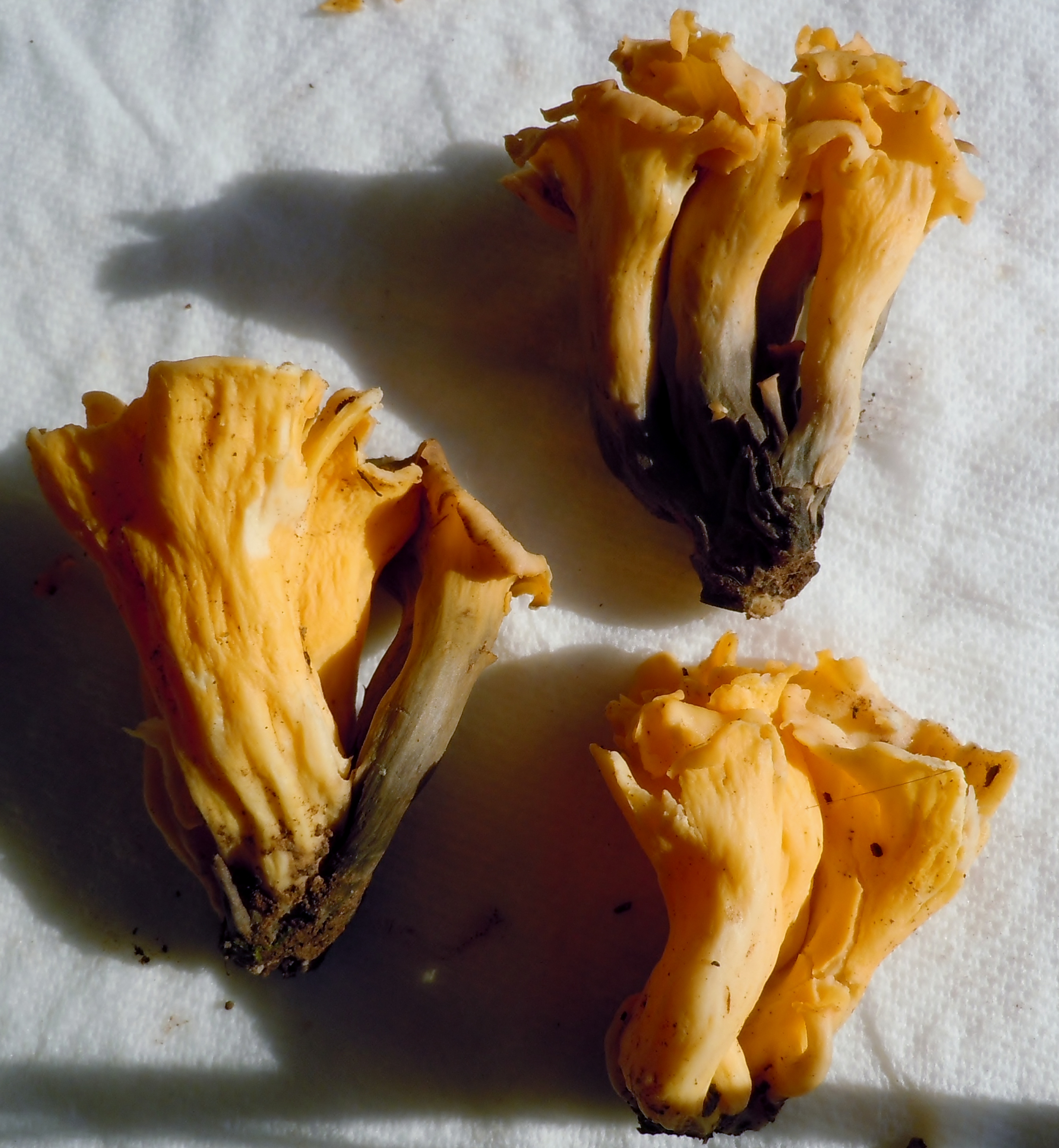
Craterellus konradii
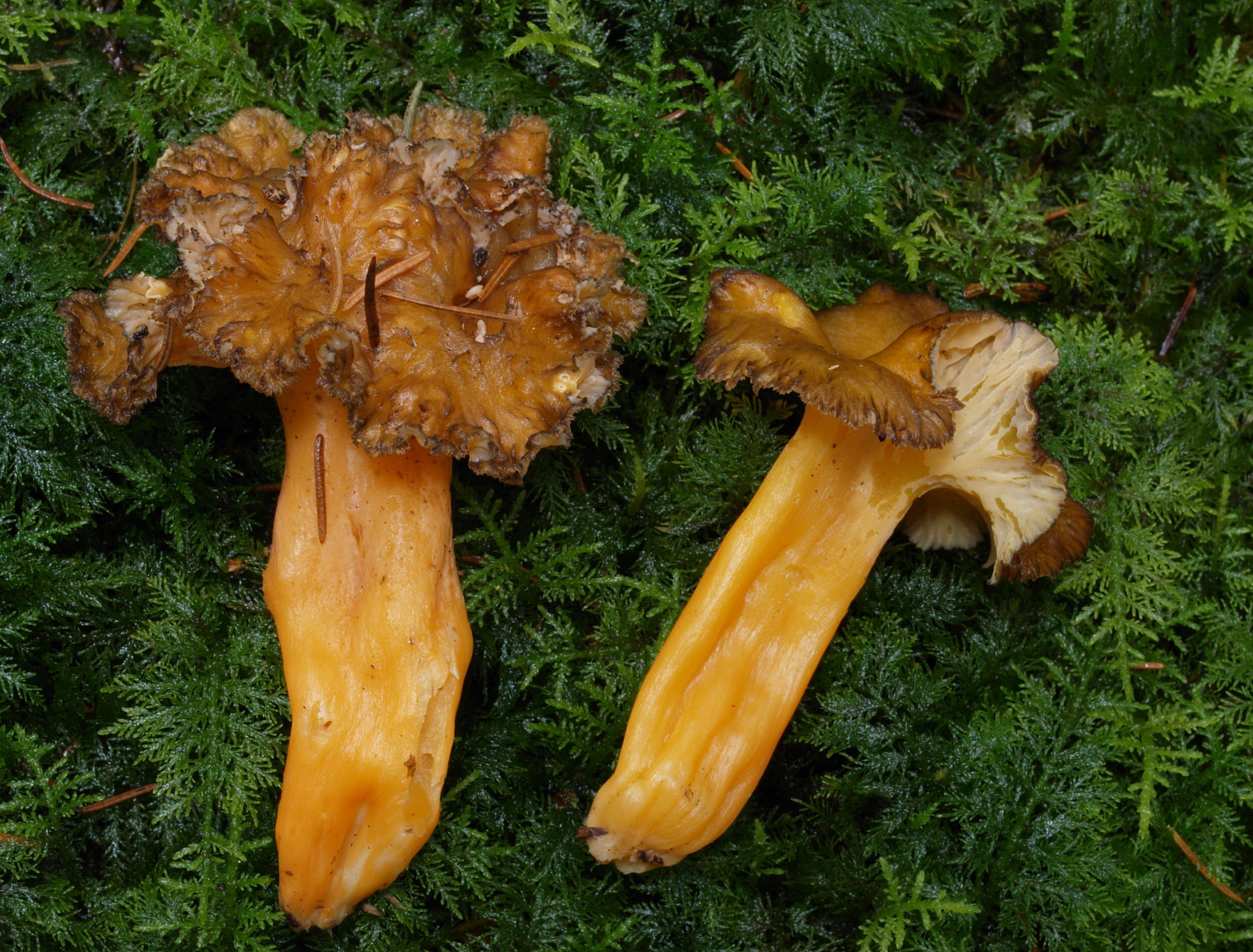
Craterellus lutescens
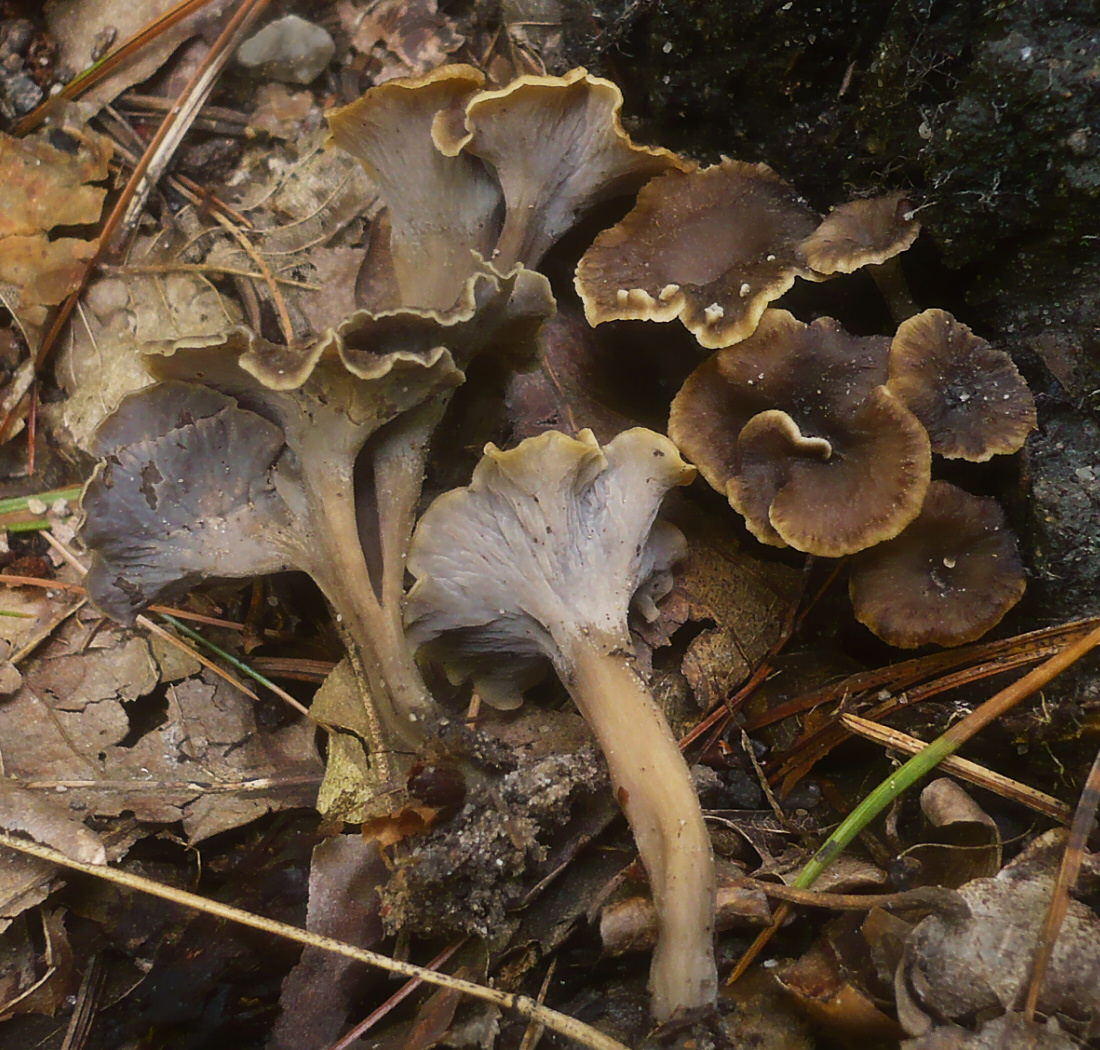
Craterellus sinuosus
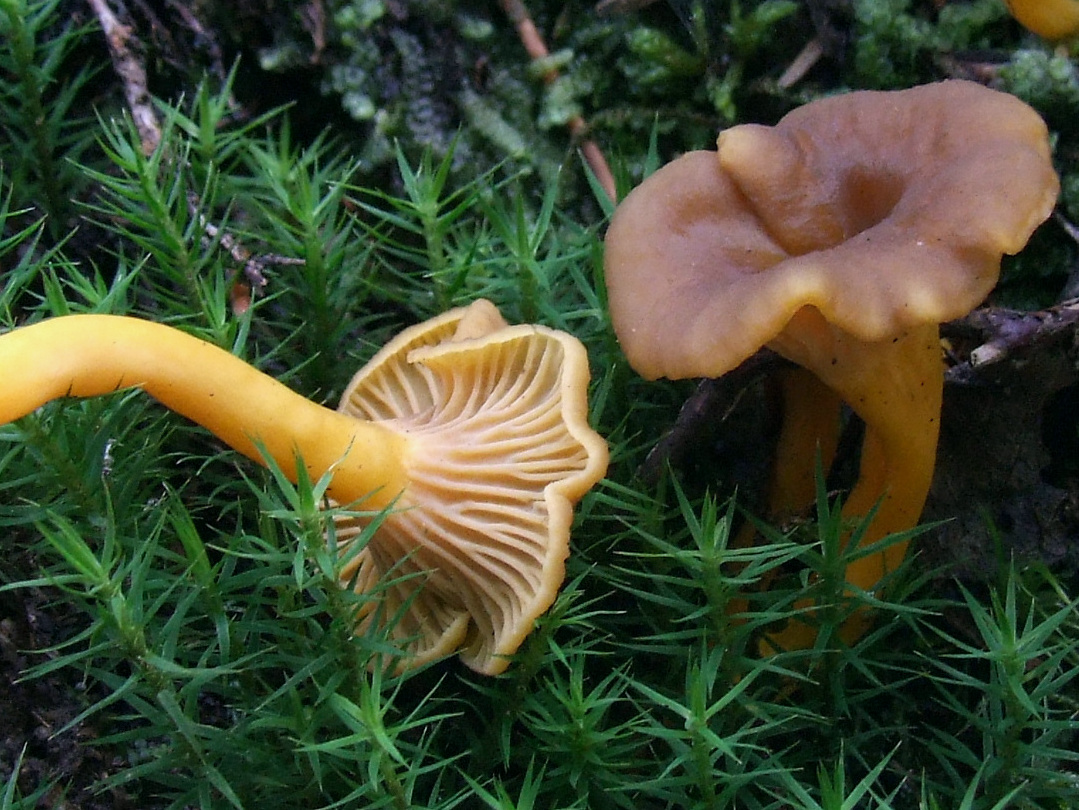
Cantharellus tubaeformis

## Bibiliografie
- (Marcel) Bon: “Pareys Buch der Pilze”, Editura Kosmos, Halberstadt 2012, ISBN 978-3-440-13447-4
- Bruno Cetto, vol. 1-5, 7 (vezi sus)
- Rose Marie și Sabine Maria Dähncke: „700 Pilze in Farbfotos”, Editura AT Verlag, Aarau - Stuttgart 1979 și 1980, ISBN 3-85502-0450
- Jean-Louis Lamaison & Jean-Marie Polese: „Der große Pilzatlas“, Editura Tandem Verlag GmbH, Potsdam 2012, ISBN 978-3-8427-0483-1
- Hans E. Laux: „Der große Pilzführer, Editura Kosmos, Halberstadt 2001, p. 180-181, ISBN 978-3-440-14530-2
- Till E. Lohmeyer & Ute Künkele: „Pilze – bestimmen und sammeln”, Editura Parragon Books Ltd., Bath 2014, ISBN 978-1-4454-8404-4
- Meinhard Michael Moser: „Röhrlinge und Blätterpilze - Kleine Kryptogamenflora Mitteleuropas”, ediția a 5-ea, vol. 2, Editura Gustav Fischer, Stuttgart 1983
- Andreas Neuner: „BLV Naturführer – Pilze”, Editura BLV Verlagsgesellschaft, München-Bern-Viena 1976, ISBN 3-405-11345-8